# Тересин (гмина)
Тересин (пол. Teresin) — сельская гмина (волость) в Польше, входит как административная единица в Сохачевский повет, Мазовецкое воеводство. Население — 11 114 человек (на 2004 год).

## Демография
| Перепись                       | Всего   | Всего | Женщины | Женщины | Мужчины | Мужчины |
| ------------------------------ | ------- | ----- | ------- | ------- | ------- | ------- |
| Единицы                        | человек | %     | человек | %       | человек | %       |
| Население                      | 11 114  | 100   | 5693    | 51,2    | 5421    | 48,8    |
| Плотность населения (чел./км²) | 126,3   | 126,3 | 64,7    | 64,7    | 61,6    | 61,6    |

## Сельские округа
1. Будки-Пясецке
2. Дембувка
3. Эльжбетув
4. Гай
5. Границе
6. Избиска
7. Лисице
8. Людвикув
9. Машна
10. Маурыцев
11. Миколаев
12. Нова-Пясечница
13. Нове-Гнатовице
14. Нове-Паски
15. Папротня
16. Павловице
17. Павлувек
18. Сероки-Парцеля
19. Сероки-Весь
20. Скшелев
21. Старе-Паски
22. Шиманув
23. Тересин
24. Тересин-Гай
25. Тополова
26. Витольдув

## Поселения
1. Домагалувка
2. Херманув
3. Каски-Дзялки
4. Кавенчин
5. Непокалянув
6. Новы-Миколаев
7. Оседле
8. Папротня-Банкова
9. Паски-Фольварк
10. Павловице-Дольне-Подуховне
11. Подмаурыцев
12. Подпавлувек
13. Сероки-Липник
14. Скотники
15. Смолянув
16. Стара-Пясечница
17. Стары-Миколаев
18. Струги
19. Шиманув-Посвентны
20. Шиманув-Кляштор
21. Зеленяк

## Соседние гмины
1. Гмина Баранув
2. Гмина Блоне
3. Гмина Кампинос
4. Гмина Лешно
5. Гмина Нова-Суха
6. Гмина Сохачев